# Русија на Летњим олимпијским играма 2008.
Русија на Летњим олимпијским играма 2008. у Пекингу Кина заступа Олимпијски комитет Русије (ОКР). За Олимпијске игре 2008. квалификовало се 479 руски спортиста, али је због дисквалификације на дан пре почетка, из разних разлога, учествовало је 467 спортиста. Руски олимпијски тим је заузео треће место у укупном пласману, после екипа САД и Кине са освојене 72 медаље од чега 23 златне, 21 сребрна и 28 бронзаних.
Најмлађа учесница била је пливачица Олга Детењук са 15 година и 52 дана, а најстарија Татјана Милосердова са 48 година, 218 дана, која се такмичила у коњичком спорту.
Заставу Русије на свечаном отварању Олимпијских игара 2008. носио је кошаркаш Андреј Кириленко, а на затварању скакач увис Андреј Сиљнов.

## Освајачи медаља
| Медаља | Име | Спорт               | Дисциплина                           |
| ------ | --- | ------------------- | ------------------------------------ |
|        | Назир Манкиев | Рвање               | до 55 кг грчко римски стил М         |
|        | Ислам-Бека Албиев | Рвање               | до 60 кг грчко римски стил М         |
|        | Асланбек Хуштов | Рвање               | до 55 кг грчко римски стил М         |
|        | Валериј Борчин | Атлетика            | 20 км ходање М                       |
|        | Светлана Боико Аида Чанева Евгенија Ламонова Викторија Никишина | Мачевање            | флорет екипно Ж                      |
|        | Јелена Дементјева | Тенис               | појединачно Ж                        |
|        | Гулнара Самитова-Галкина | Атлетика            | 3.000 м препреке Ж                   |
|        | Јелена Исинбајева | Атлетика            | Ском мотком Ж                        |
|        | Мавлет Батиров | Рвање               | до 60 кг слободно М                  |
|        | Андреј Сиљнов | Атлетика            | скок увис М                          |
|        | Лаериса Ишченко | Пливање             | 10 км Ж                              |
|        | Анастасија Давидова Анастасија Ермакова | Уметничко пливање   | парови Ж                             |
|        | Бувајса Саитијев | Рвање               | до 74 кг слободно М                  |
|        | Олга Канискина | Атлетика            | 20 км ходање Ж                       |
|        | Пивани Мурадов | Рвање               | до 96 кг слободно М                  |
|        | Андреј Моисев | Модерни петобој     | појединачно М                        |
|        | Јевгенија Пољакова Александра Федорова Јулија Гушкина Јулија Чермошанскаја | Атлетика            | 4x100 м штафета Ж                    |
|        | Максим Опалев | Кану МВ             | Men's C-1 500 metres                 |
|        | Анастасија Давидова Анастасија Ермакова Марија Громова Наталија Ишченко Елвира Касјанова Олга Кузела Јелена Овчиникова Ана Соерина Светлана Ромашина                                                                                     | Уметничко пливање   | Жене екипно                          |
|        | Јевгенија Канајева | Ритмичка гимнастика | Вишебој појединачно                  |
|        | Rakhim Chakhkeiv | Бокс                | Heavyweight                          |
|        | Margarita Aliychuk Ана Гавриленко Татјана Горбунова Јелена Посевина Darya Shkurihina Наталија Зујева | Ритмичка гимнастика | Вишебој екипно                       |
|        | Алексеј Тимченко | Бокс                | Lightweight                          |
|        | Касан Баројев | Рвање               | Men's Greco-Roman 120 kg             |
|        | Dmitri Sautin Yuriy Kunakov | Скокови у воду      | Men's Synchronised 3m Springboard    |
|        | Јулија Пакалина Анастасија Поздњакова | Скокови у воду      | Women's synchronized 3 m springboard |
|        | Љубов Галкина | Стрељаштво          | 10 м вазддушна пушка                 |
|        | Наталија Падерина | Стрељаштво          | 10 м вазддушни пиштољ                |
|        | Данила Изотов Јевгениј Лагунов Никита Лобинцев Александар Сухоруков Mikhail Polischuk (only heats) | Пливање             | Men's 4 x 200 m freestyle relay      |
|        | Марина Шаинова | Дизање тегова       | до 58 кг                             |
|        | Оксана Сливенко | Дизање тегова       | до 69 кг                             |
|        | Динара Сафина | Тенис               | жене појединачно                     |
|        | Алона Карташова | Рвање               | Women's Freestyle 63 kg              |
|        | Јулија Пахалина | Скокови у воду      | Women's 3 metre springboard          |
|        | Татјана Лебедева | Атлетика            | троскок                              |
|        | Дмитриј Клоков | Дизање тегова       | до 105 кг                            |
|        | Бактијар Акмедов | Рвање               | Men's Freestyle 120 kg               |
|        | Евгениј Чигишев | Дизање тегова       | преко 105 кг                         |
|        | Марија Абакумова | Атлетика            | Бацање копља                         |
|        | Татјана Лебедева | Атлетика            | скок удаљ                            |
|        | Јевгениј Лукјаненко | Атлетика            | Скок мотком                          |
|        | Aleksandr Kostoglod Sergey Ulegin | Кајак и кану        | Men's C-2 500 metres                 |
|        | Ина Суслина Марија Сидорова Јана Ускова Ekaterina Marennikova Emilia Turey Јелена Димитријева Anna Kareeva Лудмила Постнова Ирина Близноваа Јелена Поленова Оксана Романкаја Наталија Шипилова Екатерија Андријашина Ирона Полторатскаја | Рукомет             | жене                                 |
|        | Јулија Гушкина Лудмила Литвинова Татјана Фирова Анастасија Капарчинска Јелена Мигунова* Татјана Вешкурова* | Атлетика            | 4x400 м штафета жене                 |
|        | Димитриј Доброскок Глеб Галперин | Скокови у воду      | Men's synchronized 10 m platform     |
|        | Алексеј Алипов | Стрељаштво          | Men's trap                           |
|        | Аркади Вјачањин | Пливање             | 100 м леђно                          |
|        | Аркади Вјачањин | Пливање             | 200 м леђно                          |
|        | Владимир Исаков | Стрељаштво          | Men's 50 m pistol                    |
|        | Mikhail Kuznetsov Dmitry Larionov | Кајак и кану        | Men's slalom C-2                     |
|        | Баир Баденов | Стреличарство       | појединачно                          |
|        | Надежда Евштјукина | Дизање тегова       | до 75 кг                             |
|        | Татјана Чернова | Атлетика            | Седмобој                             |
|        | Вера Звонарјова | Тенис               | жене појединачно                     |
|        | Антон Голотсјуков | Гимнастика          | Men's floor                          |
|        | Хазимурад Акаев | Дизање тегова       | до 94 кг                             |
|        | Јекатерина Волкова | Атлетика            | 3.000 м препреке жене                |
|        | Антон Голотсјуков | Гимнастика          | Men's vault                          |
|        | Дмитриј Лапиков | Дизање тегова       | до 105 кг                            |
|        | Светлана Феофанова | Атлетика            | Ском мотком жене                     |
|        | Besik Kudukhov | Рвање               | Men's Freestyle 55 kg                |
|        | Mikhail Ignatyev Алексеј Марков | Бициклизам          | Madison                              |
|        | Јарослав Рибаков | Атлетика            | Скок увис мушки                      |
|        | Georgy Ketoev | Рвање               | Men's Freestyle 84 kg                |
|        | Денис Нижегородов | Атлетика            | 50 км ходање                         |
|        | Георгиј Балакшин | Бокс                | мува                                 |
|        | Irina Kalentieva | Бициклизам          | Women's cross-country                |
|        | Максим Дилдин Владислав Фролов Антон Кокорин Денис Алексејев | Атлетика            | 4x400 м штафета мушки                |
|        | Светлана Абросимова Becky Hammon Марина Карпунина Ilona Korstin Марина Кузина Екатерина Лисина Ирина Осипова Оксана Рахматулина Tatiana Shchegoleva Ирина Соколовска Марија Степанова Наталија Водопјанова                               | Кошарка             | Кошарка Ж                            |
|        | Ана Чичерова | Атлетика            | Скок увис                            |
|        | Gleb Galperin | Скокови у воду      | торањ М                              |
|        | Alexander Korneev Semen Poltavskiy Alexander Kosarev Sergey Grankin Sergey Tetyukhin Vadim Khamuttskikh Yury Berezhko Алексеј Остапенко Alexander Volkov Алексеј Вербов Maxim Mikhaylov Alexey Kuleshov                                  | Одбојка             | Одбојка М                            |
|        | Александр Колобнев | Бициклизам          | Друмска трка                         |

| Спорт             | Такмичари | Такмичари | Такмичари | Дисциплина | Дисциплина | Злато | Сребро | Бронза |
| Спорт             | Мушки     | Жене      | Укупно    | Учес.      | Укупно     | Злато | Сребро | Бронза |
| Стреличарство     | 3         | 2         | 5         | 3          | 4          |       |        | 1      |
| Атлетика          | 44        | 60        | 104       | 45         | 47         | 6     | 5      | 7      |
| Бадминтон         | 1         | 1         | 2         | 2          | 5          |       |        |        |
| Бејзбол           |           |           |           |            | 1          |       |        |        |
| Кошарка           | 12        | 12        | 24        | 2          | 2          |       |        | 1      |
| Бокс              | 11        |           | 11        | 11         | 11         | 2     |        | 1      |
| Кајак и кану      | 12        | 2         | 14        | 11         | 16         | 1     | 1      | 1      |
| Бициклизам        | 15        | 7         | 22        | 15         | 18         |       |        | 3      |
| Скокови у воду    | 6         | 4         | 10        | 7          | 8          |       | 3      | 2      |
| Коњички спорт     | 2         | 3         | 5         | 3          | 6          |       |        |        |
| Мачевање          | 4         | 10        | 14        | 8          | 10         | 1     |        |        |
| Фудбал            |           |           |           |            | 2          |       |        |        |
| Гимнастика        | 8         | 16        | 24        | 18         | 18         | 2     |        | 2      |
| Рукомет           | 14        | 14        | 28        | 2          | 2          |       | 1      |        |
| Хокеј             |           |           |           |            | 2          |       |        |        |
| Џудо              | 7         | 6         | 13        | 13         | 14         |       |        |        |
| Модерни петобој   | 2         | 2         | 4         | 2          | 2          | 1     |        |        |
| Веслање           | 6         | 4         | 10        | 3          | 14         |       |        |        |
| Једрење           | 5         | 5         | 10        | 7          | 11         |       |        |        |
| Стрељаштво        | 14        | 8         | 22        | 15         | 15         |       | 2      | 2      |
| Софтбол           |           |           |           |            | 1          |       |        |        |
| Пливање           | 21        | 14        | 35        | 33         | 34         | 1     | 1      | 2      |
| Уметничко пливање |           | 9         | 9         | 2          | 2          | 2     |        |        |
| Стони тенис       | 3         | 3         | 6         | 3          | 4          |       |        |        |
| Теквондо          |           |           |           |            | 8          |       |        |        |
| Тенис             | 4         | 5         | 9         | 4          | 4          | 1     | 1      | 1      |
| Триатлон          | 3         | 2         | 5         | 2          | 2          |       |        |        |
| Одбојка           | 14        | 14        | 28        | 4          | 4          |       |        | 1      |
| Ватерполо         |           | 13        | 13        | 1          | 2          |       |        |        |
| Дизање тегова     | 6         | 4         | 10        | 8          | 15         |       | 4      | 3      |
| Рвање             | 14        | 4         | 18        | 18         | 18         | 6     | 3      | 2      |
| Укупно            | 231       | 224       | 455       | 242        | 302        | 23    | 21     | 29     |

## Атлетика
Русија је послала на олимпијске игре у Пекинг атлетску репрезентацију са 103 атлетичара од којих је било 60 жена и 43 мушкараца, са Првенства Русије у атлетици одржаном у Казању. ИААФ је 31. јула суспендовао Јелену Саболову, Татјану Томашеву, Јулију Фуменко и Дарју Пошалникову, Гулфију Канафејеву због позитивног допинг теста.

### Мушкарци
| Атлетичар Лични рекорд                                             | Дис.          | Група          | Група          | Четвртфинале     | Четвртфинале     | Полуфинале       | Полуфинале       | Финале           | Финале | Детаљи |
| Атлетичар Лични рекорд                                             | Дис.          | Резултат       | Место          | Резултат         | Место            | Резултат         | Место            | Резултат         | Место  | Детаљи |
| ------------------------------------------------------------------ | ------------- | -------------- | -------------- | ---------------- | ---------------- | ---------------- | ---------------- | ---------------- | ------ | ------ |
| Андреј Јепшин, 10,10                                               | 100 м         | 10,34          | 23/80 КВ       | 10,25            | 26/40            | Није се пласирао | Није се пласирао | Није се пласирао | 26/80  |        |
| Роман Смирнов, 20,57                                               | 200 м         | 20,76          | 21/66 КВ       | 20,62            | 20/32            | Није се пласирао | Није се пласирао | Није се пласирао | 20/66  |        |
| Денис Алексејев, 45,35                                             | 400 м         | 45,52          | 23/56          |                  |                  | Није се пласирао | Није се пласирао | Није се пласирао | 23/56  |        |
| Максим Дилдин, 45,42                                               | 400 м         | 46,03          | 32/56          | 32/56            |                  | Није се пласирао | Није се пласирао | Није се пласирао |        |        |
| Дмитриј Богданов, 1:44,33                                          | 800 м         | 1:47,49        | 3 гр. 2        |                  |                  | Није се пласирао | Није се пласирао | Није се пласирао | 25/61  |        |
| Јуриј Борзаковски, 1:42,47                                         | 800 м         | 1:45,15        | 2 гр 1 КВ      | 1:46,53          | 3 пф 1           | Није се пласирао | Није се пласирао | Није се пласирао | 10/61  |        |
| Вјачеслав Шабунин, 3:32,28                                         | 1500 м        | 3:42,53        | 11 гр 1        |                  |                  | Није се пласирао | Није се пласирао | Није се пласирао | 35/50  |        |
| Сергеј Иванов, 27:53,12                                            | 10000 м       |                |                |                  |                  |                  |                  | 28:34,72         | 30/39  |        |
| Григориј Андрејев, 2:09:07                                         | Маратон       |                |                |                  |                  |                  |                  | 2:13:33          | 14/98  |        |
| Алексеј Соколов, 2:09:07                                           | Маратон       | 2:15:57        | 21/98          |                  |                  |                  |                  |                  |        |        |
| Олег Кулков, 2:11:16                                               | Маратон       | 2:18:11        | 29/98          |                  |                  |                  |                  |                  |        |        |
| Игор Перемонта, 13,37                                              | 110 м преп    | 13,59          | 2 гр. 4 КВ     | 13,70            | 7 чф 1           | Није се пласирао | Није се пласирао | Није се пласирао | 11/43  |        |
| Евгениј Борисов, 13,55                                             | 110 м преп    | 13,90          | 5 гр. 1        | Није се пласирао | Није се пласирао | Није се пласирао | Није се пласирао | Није се пласирао | 35 /43 |        |
| Aleksandr Derevyagin, 49,00                                        | 400 м преп    | 49,19          | 5 гр 2 кв      |                  |                  | 49,23            | 6 пф 1           | Није се пласирао | 11/26  |        |
| Ildar Minshin, 18:21,16                                            | 3.000 м преп. | 8:26,85        | 6 гр 1         |                  |                  |                  |                  | Није се пласирао | 20/40  |        |
| Павел Потапович, 18:15,24                                          | 3.000 м преп. | 8:36,29        | 10 гр. 3       | 29/40            |                  |                  |                  | Није се пласирао |        |        |
| Максим Дилдин Власислав Фролов Антон Кокрин Денис Алексејев3:01,34 | 4х400 м       | 3:00,14 НР     | 2 гр 1 КВ      |                  |                  |                  |                  | 2:58,06 НР       |        |        |
| Валериј Борчин, 1:17:55                                            | 20 км ходање  |                |                |                  |                  |                  |                  | 1:19:01          |        |        |
| Иља Марков, 1:18:17                                                | 20 км ходање  | 1:22:02        | 17/51          |                  |                  |                  |                  |                  |        |        |
| Денис Нижегородов, 3:34:14                                         | 50 км ход.    |                |                |                  |                  |                  |                  | 3:40:14          |        |        |
| Сергеј Кидјарпкин, 3:38:08                                         | 50 км ход.    | Није завршио   | Није завршио   |                  |                  |                  |                  |                  |        |        |
| Игор Ерохин,                                                       | 50 км ход.    | Није стартовао | Није стартовао |                  |                  |                  |                  |                  |        |        |
| Андреј Сиљнов, 2,38                                                | Скок увис     | 2,29           | =3 гр 2        |                  |                  |                  |                  | 2,36             |        |        |
| Јарослав Рибаков, 2,38                                             | Скок увис     | 2,25           | =5 гр 1 кв     | 2,33             |                  |                  |                  |                  |        |        |
| Вјачеслав Вороњин, 2,40                                            | Скок увис     | 2,25           | =8 гр 1        | Није се пласирао | = 14/40          |                  |                  |                  |        |        |
| Јевгениј Лукианенко, 6,01                                          | Мотка         | 5,65           | 1 гр Б кв      |                  |                  |                  |                  | 5,85             |        |        |
| Дмитриј Стародупцев, 5,75                                          | Мотка         | 5,65           | 7 гр А кв      | 5,70             | 5/37             |                  |                  |                  |        |        |
| Игор Павлов, 5,90                                                  | Мотка         | 5,65           | 1 гр А кв      | 5,60             | 9/37             |                  |                  |                  |        |        |
| Владимир Маљавин, 8,25                                             | Скок удаљ     | 7,35           | 20 гр 1        |                  |                  |                  |                  | Није се пласирао | 27/41  |        |
| Игор Спасовходски, 17,44                                           | Троскок       | 17,23          | 4 гр. 1 КВ     |                  |                  |                  |                  | 16,79            | 9/39   |        |
| Александар Петренко, 17,43                                         | Троскок       | 16,97          | 8 гр. 2        | Није се пласирао | 17/39            |                  |                  |                  |        |        |
| Данил Буркења, 17,68                                               | Троскок       | 16,69          | 10 гр. 2       | Није се пласирао | 22/39            |                  |                  |                  |        |        |
| Павел Софин, 20,68                                                 | Кугла         | 20,29          | 5 гр. А кв     |                  |                  |                  |                  | 20,42            | 8/45   |        |
| Иван Јушков, 21,01                                                 | Кугла         | 20,02          | 6 гр. Б кв     | 19,67            | 11/45            |                  |                  |                  |        |        |
| Антон Лубославски, 22,77                                           | Кугла         | 19,87          | 9 гр. А        | Није се пласирао | 18/45            |                  |                  |                  |        |        |
| Богдан Пишчалников, 65,88                                          | Диск          | 64,60          | 3 гр. А КВ     |                  |                  |                  |                  | 65,88            | 6/37   |        |
| Кирил Икоников, 79,20                                              | Кладиво       | 72,33          | 10 гр. А       |                  |                  |                  |                  | Није се пласирао | 21,33  |        |
| Игор Виниченко, 80,00                                              | Кладиво       | 72,05          | 12 гр Б        | 22,33            |                  |                  |                  | Није се пласирао |        |        |
| Иља Коротков, 84,04                                                | Копље         | 83,33          | 2 гр Б КВ      |                  |                  |                  |                  | 83,15            | 7/38   |        |
| Александар Иванов, 88,90                                           | Копље         | 79,27          | 7 гр. Б        | Није се пласирао | 14/38            |                  |                  |                  |        |        |
| Сергеј Макаров, 92,61                                              | Копље         | 72,47          | 14 гр А        | Није се пласирао | 26/38            |                  |                  |                  |        |        |

Десетобој за мушкарце , 
| Дисциплина    | Александар Погорелов | Александар Погорелов | Александар Погорелов | Александар Погорелов | Александар Погорелов | Андреј Дроздов | Андреј Дроздов | Андреј Дроздов | Андреј Дроздов | Андреј Дроздов | Алексеј Сисојев | Алексеј Сисојев | Алексеј Сисојев | Алексеј Сисојев | Алексеј Сисојев |
| Дисциплина    | Резултат             | Бод.                 | Плас.                | Укупно               | Плас.                | Резултат       | Бод.           | Плас.          | Укупно         | Плас.          | Резултат        | Бод.            | Плас.           | Укупно          | Плас.           |
| ------------- | -------------------- | -------------------- | -------------------- | -------------------- | -------------------- | -------------- | -------------- | -------------- | -------------- | -------------- | --------------- | --------------- | --------------- | --------------- | --------------- |
| 100 м         | 11,07                | 845                  | 18                   |                      |                      | 11,02          | 856            | 15             |                |                | 11,03           | 854             | 16              |                 |                 |
| Скок удаљ     | 7,37                 | 903                  | 9                    | 1.748                | 11                   | 7,23           | 896            | 15             | 1.725          | 13             | 6,77            | 760             | 26              | 1.614           | 28              |
| Бацање кугле  | 16,53                | 884                  | 1                    | 2.632                | 4                    | 16,26          | 867            | 3              | 2.592          | 8              | 15,42           | 816             | 6               | 2.430           | 17              |
| Скок увис     | 2,08                 | 878                  | 5                    | 3.510                | 2                    | 2,02           | 822            | 10             | 3.414          | 7              | 2,11 ЛРС        | 906             | =1              | 3.336           | 12              |
| 400 м         | 50,91 ЛРС            | 773                  | 27                   | 4.312                | 7                    | 50,56          | 774            | 29             | 4.158          | 13             | 50,71           | 782             | =23             | 4.118           | 14              |
| 110 м препоне | 14,47                | 915                  | 14                   | 5.198                | 6                    | 15,51          | 789            | 27             | 4.947          | 16             | НЗ              | 0               | -               | 4.118           | 30              |
| Бацање диска  | 50,04                | 871                  | 4                    | 6.069                | 6                    | 47,43          | 817            | 8              | 5.764          | 16             | Одустао         | Одустао         | Одустао         | Одустао         | Одустао         |
| Скок мотком   | 5,00 ЛРС             | 910                  | =3                   | 6.979                | 3                    | 5,10           | 941            | 2              | 6.785          | 9              | Одустао         | Одустао         | Одустао         | Одустао         | Одустао         |
| Бацање копља  | 64,01                | 798                  | 9                    | 7.777                | 3                    | 62,57          | 777            | 12             | 7.482          | 11             | Одустао         | Одустао         | Одустао         | Одустао         | Одустао         |
| 1500 м        | 5:01,56              | 551                  | 22                   | 8.328                | 4                    | 4:41,34        | 672            | 13             | 8.154          | 12             | Одустао         | Одустао         | Одустао         | Одустао         | Одустао         |

### Жене
| Атлетичарка Лични рекорд | Дис.             | Група            | Група            | Четвртфинале      | Четвртфинале   | Полуфинале        | Полуфинале        | Финале            | Финале  | Детаљи         |
| Атлетичарка Лични рекорд | Дис.             | Резултат         | Место            | Резултат          | Место          | Резултат          | Место             | Резултат          | Место   | Детаљи         |
| --- | ---------------- | ---------------- | ---------------- | ----------------- | -------------- | ----------------- | ----------------- | ----------------- | ------- | -------------- |
| Јевгенија Пољакова, 11,09 | 100 м            | 11,24            | 1 гр. 9 КВ       | 11,13             | 2 гр. 1 КВ ЛРС | 11,38             | 7 пф 2            | Није се пласирала | 12/85   |                |
| Наталија Муринович, 11,26 | 100 м            | 11,55            | 5 гр. 10 кв      | 11,51             | 7 чф 2         | Није се пласирала | Није се пласирала | Није се пласирала | 28/85   |                |
| Наталија Русакова, 11,18 22,53                                                                                               | 100 м            | 11,61            | 4 гр. 4 кв       | 11,49             | 6 чф 3         | Није се пласирала | Није се пласирала | Није се пласирала | =26/85  |                |
| Наталија Русакова, 11,18 22,53                                                                                               | 200 м            | 23,21            | 3 гр. 5 КВ       | 23,28             | 6 чф. 4        | Није се пласирала | Није се пласирала | Није се пласирала | 22/48   |                |
| Јулија Чермочанскаја, 22,90                                                                                                  | 200 м            | 22,98            | 4 гр. 1 КВ       | 22,63 ЛР          | 1 чф 3.        | 22,57 ЛР          | 5 пф 1            | Није се пласирала | 9 / 48  |                |
| Александра Федорива, 22,56                                                                                                   | 200 м            | 23,29            | 4 гр. 1 КВ       | 23,04             | 5 чф. 2 кв     | 23,22             | 8 пф 2            | Није се пласирала | 16 / 48 |                |
| Јулија Гушчина, 51,94 | 400 м            | 51,18            | 2 гр. 4 КВ       |                   |                | 50,48             | 1 пф 3 КВ         | 50,01 ЛР          | 4/50    |                |
| Анастасија Капачинска, 49,97                                                                                                 | 400 м            | 51,32            | 1 гр. 3 КВ       | 50,30             | 2 пф. 2 КВ     | 50,03 ЛР          | 5/50              |                   |         |                |
| Татјана Фирова, 50,08 | 400 м            | 50,59            | 2 гр. 7 КВ       | 50,31             | 3 пф 1 кв      | 50,11 ЛРС         | 6/50              |                   |         |                |
| Светлана Кијука, 1:56,64 | 800 м            | 2:01,67          | 1 гр. 1 КВ       | 1:58,31           | 1 пф 1 КВ      | 1:56,94           | 4/42              |                   |         |                |
| Татјана Андријанова, 1:56,00                                                                                                 | 800 м            | 2:00,31          | 2 гр. 2 КВ       | 1:58,16           | 3 пф 3 кв      | 2:02,63           | 8/42              |                   |         |                |
| Јекатерина Костетскаја, 1:56,67                                                                                              | 800 м            | 2:00,54          | 3 гр. 4 КВ       | 1:58,33           | 3 пф 2         | Није се пласирала | 9/42              |                   |         |                |
| Ана Алминова, 4:02,02 | 1.500 м          | 4:04,66          | 5 гр. 5 кв       |                   |                |                   |                   | 4:06,99           | 11/33   |                |
| Лидија Шобухова, 14:23,75 | 5.000 м          | 14:57,77         | 3 гр. 2 КВ       | 15:46,62          | 6/32           |                   |                   |                   |         |                |
| Гулнара Самитова-Галкина, 14:33,13                                                                                           | 5.000 м          | 15:11,46         | 5 гр 1. КВ       | 15:56,97          | 12/32          |                   |                   |                   |         |                |
| Јелена Задорожна, 14:40,47                                                                                                   | 5.000 м          | Није завршила    | Није завршила    | Није се пласирала | Нема пласман   |                   |                   |                   |         |                |
| Марија Коновалова, 32:53,69                                                                                                  | 10.000 м         |                  |                  |                   |                |                   |                   | 30:35,84 ЛР       | 5/32    |                |
| Инга Абитова, 30:31,42 | 10.000 м         | 30:37,33         | 6/32             |                   |                |                   |                   |                   |         |                |
| Татјана Арјасова, 31:04,88                                                                                                   | 10.000 м         | 31:45,57         | 19/32            |                   |                |                   |                   |                   |         |                |
| Ирина Тимофејева, 2:24:14 | Маратон          | 2:27:31          | 7/82             |                   |                |                   |                   |                   |         |                |
| Светлана Захарова, 2:21:31                                                                                                   | Маратон          | 2:32:16          | 22/82            |                   |                |                   |                   |                   |         |                |
| Галина Богомолова, 2:20:47                                                                                                   | Маратон          | Није завршила    | Нема пласман     |                   |                |                   |                   |                   |         |                |
| Јулија Кондакова, 12,79 | 100 м преп.      | 13,07            | 4 гр. 3          |                   |                | Нису се пласирале | Нису се пласирале | Нису се пласирале | 22/40   |                |
| Александра Антонова, 12,78                                                                                                   | 100 м преп.      | 13,18            | 5 гр. 2          | 25/40             |                | Нису се пласирале | Нису се пласирале | Нису се пласирале |         |                |
| Татјана Дектјарева, 12,84 | 100 м преп.      | 13,05            | 5 гр. 20/40      | 20/40             |                | Нису се пласирале | Нису се пласирале | Нису се пласирале |         |                |
| Јекатерина Бикерт, 53,72 | 400 м преп.      | 55,15            | 1 гр. 4 КВ       | 54,38             | 4 пф 1 КВ      | 54,96             | 6/27              |                   |         |                |
| Анастасија От, 56,42 | 400 м преп.      | 55,34            | 2 гр. 2 КВ       | 54,74             | 6 пф 1.        | Нису се пласирале | 10/27             |                   |         |                |
| Ирина Обедина, 54,86 | 400 м преп.      | 55,71            | 2 гр. 1КВ        | 55,69             | 6 пф. 2        | Нису се пласирале | 12/27             |                   |         |                |
| Гулнара Самитова-Галкина, 9:11,68                                                                                            | 3.000 м препреке | 9:15,17          | 1 гр. 1 КВ       |                   |                |                   |                   | СР                |         |                |
| Јекатерина Волкова, 9:06,57                                                                                                  | 3.000 м препреке | 9:23,06          | 3 гр. 3 КВ       | 9:07,64 ЛРС       |                |                   |                   |                   |         |                |
| Татјана Петрова, 9:09,19 | 3.000 м препреке | 9:28,85          | 1 гр 2 КВ        | 9:12,33 ЛРС       | 4/51           |                   |                   |                   |         |                |
| Јевгенија Пољакова Александра Федорова Јулија Гушкина Јулија Чермошанскаја, 41,49                                            | 4х100 м          | 42,87            | 2 гр. 2 КВ       | 42,31 ЛРС         |                |                   |                   |                   |         |                |
| Јулија Гушкина II Лудмила Литвинова Татјана Фирова Анастасија Капарчинска II Јелена Мигунова I Татјана Вешкурова I , 3:18,38 | 4x400 м          | 3:23,71 ЛРС      | 1 гр 1 КВ        | 3:18,82 ЛРС       |                |                   |                   |                   |         |                |
| Олга Канискина, 1:24:56 | 20 км ходање     |                  |                  |                   |                |                   |                   | 1:26:31 ОР        |         |                |
| Татјана Сибилева, 1:26:16 | 20 км ходање     | 1:28:28          | 12/49            |                   |                |                   |                   |                   |         |                |
| Татјана Калмикова, 1:26:34                                                                                                   | 20 км ходање     | Дисквалификована | Дисквалификована |                   |                |                   |                   |                   |         |                |
| Ана Чичерова, 2,04 | Скок увис        | 1,93             | 5 гр А кв        |                   |                |                   |                   | 2,03 =ЛР          |         |                |
| Светлана Соколина, 1,98 | Скок увис        | 1,93             | 5 гр А кв        | 1,93              | 14/32          |                   |                   |                   |         |                |
| Јелена Слесаренко, 2,06 | Скок увис        | 1,93             | 9 гр Б кв        | 2,01              | 4/32           |                   |                   |                   |         |                |
| Јелена Исинбајева, 5,04 | Мотка            | 4,60             | 1 гр А КВ        | 5,05 СР           |                |                   |                   |                   |         |                |
| Светлана Феофанова, 4,88 | Мотка            | 4,50             | =3 гр А кв       | 4,75 =ЛРС         |                |                   |                   |                   |         |                |
| Јулија Голупчикова, 4,70 | Мотка            | 4,50             | 5 гр. Б кв       | 4,75 ЛР           | 4/36           |                   |                   |                   |         |                |
| Татјана Котова, 7,42 | скок удаљ        | 6,57             | 6 гр. Б          | Није се пласирала | 13/42          |                   |                   |                   |         |                |
| Оксана Удмуртова, 7,02 | скок удаљ        | 6,63             | 5 гр А кв        | 6,70              | 6/42           |                   |                   |                   |         |                |
| Татјана Лебедева, 7,33 15,36                                                                                                 | скок удаљ        | 6,70             | 2 гр Б кв        | 7,03 ЛРС          |                |                   |                   |                   |         |                |
| Татјана Лебедева, 7,33 15,36                                                                                                 | Троскок          | 14,55            | 2 гр. Б КВ       | 15,32             |                |                   |                   |                   |         |                |
| Викторија Гурова, 14,85 | Троскок          | 14,78            | 2 гр. А КВ       | 14,77             | 7/36           |                   |                   |                   |         |                |
| Ана Пјатих, 15,02 | Троскок          | 14,45            | 4 гр. А КВ       | 14,73             | 8/36           |                   |                   |                   |         |                |
| Ана Омарова,19,69 | Кугла            | 18,74            | 3 гр Б КВ        | 19,08             | 6/15           |                   |                   |                   |         |                |
| Олга Иванова, 19,48 | Кугла            | 18,46            | 9 гр. А КВ       | 18,44             | 9/15           |                   |                   |                   |         |                |
| Ирина Кудорошкина, 20,32 | Кугла            | 16,84            | 11 гр Б          | Није се пласирала | 25/35          |                   |                   |                   |         |                |
| Светлана Сајкина, 62,56 | Диск             | 59,48            | 8 гр Б           | Није се пласирала | 16/38          |                   |                   |                   |         |                |
| Наталија Садова, 70,02 | Диск             | 58,11            | 11 гр. Б         | Није се пласирала | 25/38          |                   |                   |                   |         |                |
| Оксана Јесипчук, 63,68 | Диск             | 55,07            | 18 гр. А         | Није се пласирала | 32/38          |                   |                   |                   |         |                |
| Јелена Пријма, 71,75 | Кладиво          | 70,69            | 4 гр. Б кв       | 69,72             | 10/52          |                   |                   |                   |         |                |
| Ана Булгакова, 73,05 | Кладиво          | 68,04            | 12 гр. А         | Није се пласирала | 20/50          |                   |                   |                   |         |                |
| Јелена Коневцева, 76,21 | Кладиво          | 67,83            | 13 гр А          | Није се пласирала | 22/50          |                   |                   |                   |         |                |
| Марија Абакумова, 70,78 | Копље            | 63,48            | 3 гр. А КВ       | 70,78 НР          |                |                   |                   |                   |         |                |
| Марија Јаковенко, 62,23 | Копље            | 51,67            | 22 гр Б          | Није се пласирала | 47/54          |                   |                   |                   |         |                |
| Татјана Чернова | Седмобој         |                  |                  |                   |                |                   |                   | 6591              |         | [ мртва веза ] |
| Ана Богданова | Седмобој         |                  |                  |                   |                |                   |                   | 6465              | 6/43    | [ мртва веза ] |
| Олга Курбан | Седмобој         |                  |                  |                   |                |                   |                   | 6192              | 13/43   | [ мртва веза ] |

## Бадминтон
Русија је бадминтону учествова са по једним такмичарем и мушкој и женској конкуреанцији, без значајнијег успеха.

### Мушкарци
| Такмичар        | Дисциплина  | Коло 32 такмичара  | коло 16 такмичара                        | Четвртфинале       | Полуфинале         | Финале             | Финале           | Детаљи |
| Такмичар        | Дисциплина  | Противник Резултат | Противник Резултат                       | Противник Резултат | Противник Резултат | Противник Резултат | Пласман          | Детаљи |
| --------------- | ----------- | ------------------ | ---------------------------------------- | ------------------ | ------------------ | ------------------ | ---------------- | ------ |
| Станислав Пухов | Појединачно |                    | Navickas · Литванија · Пор. 12-21, 17-21 | Није се пласирао   | Није се пласирао   | Није се пласирао   | Није се пласирао |        |

### Жене
| Такмичарка | Дисциплина  | Коло 32 такмичара                 | коло 16 такмичара  | Четвртфинале       | Полуфинале         | Финале             | Финале           | Детаљи |
| Такмичарка | Дисциплина  | Противник Резултат                | Противник Резултат | Противник Резултат | Противник Резултат | Противник Резултат | Пласман          | Детаљи |
| ---------- | ----------- | --------------------------------- | ------------------ | ------------------ | ------------------ | ------------------ | ---------------- | ------ |
| Ella Diehl | Појединачно | Nehwal · Индија · Пор. 9-21, 8-21 | Није се пласирао   | Није се пласирао   | Није се пласирао   | Није се пласирао   | Није се пласирао |        |

## Бициклизам

### Брдски бициклизам
Мушкарци
| Такмичар       | Дисциплина  | Време    | Место |
| -------------- | ----------- | -------- | ----- |
| Јуриј Трофимов | Крос контри | -2 круга | 41/50 |

Жене
| Такмичарка       | Дисциплина  | Време    | Место |
| ---------------- | ----------- | -------- | ----- |
| Вера Андрејева   | Крос контри | -2 круга | 23/30 |
| Ирина Калентјева | Крос контри | 1:46:28  |       |

### Велодромски бициклизам
Спринт
| Такмичар/ка                                    | Дисциплина             | Квалификације | Квалификације | 1/16 финала                    | 1/16 финала репасаж                       | 1/8 финала             | 1/8 финала репасаж                                     | Четвртфинале           | Полуфинале             | Финале (5—12 место)                                                              | Финале (5—12 место) |
| Такмичар/ка                                    | Дисциплина             | Време Брзина  | Место         | Противник Време Брзина         | Противник Време Брзина                    | Противник Време Брзина | Противник Време Брзина                                 | Противник Време Брзина | Противник Време Брзина | Противник Време Брзина                                                           | Место               |
| ---------------------------------------------- | ---------------------- | ------------- | ------------- | ------------------------------ | ----------------------------------------- | ---------------------- | ------------------------------------------------------ | ---------------------- | ---------------------- | -------------------------------------------------------------------------------- | ------------------- |
| Денис Дмитријев                                | спринт мушкарци        | 10,565        | 18            | Хој Уједињено Краљевство · Пор | Мулдер Холандија · Френч Аустралија · Пор | Није се пласирао       | Није се пласирао                                       | Није се пласирао       | Није се пласирао       | Није се пласирао                                                                 | 18 / 21             |
| Светлана Гранковска                            | спринт жене            | 11,544        | 11            |                                |                                           | Гуо · Кина · Пор       | Krupeckaitė · Литванија · Hijgenaar · Холандија · 'Пор | Није се пласирала      | Није се пласирала      | Гвера · Куба · Hijgenaar · Холандија · Цукуда · Јапан · Поб 12,192 · 59,055 km/h | 9/22                |
| Денис Дмитријев Сергеј Кучеров Сергеј Пољански | спринт екипно мушкарци | 45.964        | 12            |                                |                                           |                        |                                                        | Није се пласирала      |                        | Није се пласирала                                                                | 12 /13              |

### Друмски бициклизам
Учествовало 8 бициклиста 5 мушкараца и 3 жене.
Мушкарци
| Бициклиста         | Дисциплина   | Време             | Пласман           | Детаљи |
| ------------------ | ------------ | ----------------- | ----------------- | ------ |
| Александр Колобнев | Друмска трка | 6:23:48 (0,00)    |                   |        |
| Владимир Карпец    | Друмска трка | 6:24:59 (+1:10)   | 18/143            |        |
| Сергеј Иванов      | Друмска трка | 6:39:42 (+15:53)  | 77/143            |        |
| Владимир Ефемкин   | Друмска трка | Није завршио трку | Није завршио трку |        |
| Денис Мењшов       | Друмска трка | 6:34:26 (+10:37)  | 59/143            |        |
| Денис Мењшов       | Хронометар   | 1:06:10 (+3:59)   | 19/39             |        |
| Владимир Карпец    | Хронометар   | 1:05:51 (+3:40)   | 17/39             |        |

Жене
| Бициклиста            | Дисциплина   | Време           | Пласман | Детаљи |
| --------------------- | ------------ | --------------- | ------- | ------ |
| Александра Бурченкова | Друмска трка | 3:36:32 (+4:08) | 43 /66  |        |
| Јулија Мартисива      | Друмска трка | 3:32:45 (+0:21) | 12/66   |        |
| Наталија Бојаска      | Друмска трка | 3:33:45 (+1:21) | 40/66   |        |
| Наталија Бојаска      | Хронометар   | 37:14 (+2:23)   | 16/25   |        |

## Дизање тегова
Руска екипа у дизању тегова сатојала се од 10 текмичара (6 мушкараца и 4 жене) а освојила је 7 медаља (4 сребрне и 3 бронзане).
Мушкарци
| Такмичар           | Дисциплина   | Трзај    | Трзај | Избачај  | Избачај | Укупно | Поз. | Детаљи |
| Такмичар           | Дисциплина   | Резултат | Поз.  | Резултат | Поз.    | Укупно | Поз. | Детаљи |
| ------------------ | ------------ | -------- | ----- | -------- | ------- | ------ | ---- | ------ |
| Олег Перепеченов   | до 77 кг     | 162      | 5     | 192      | 9       | 354    | 5    | [ 3 ]  |
| Хаџимурад Акајев   | до 94 кг     | 185      | 1     | 217      | 4       | 402    |      | [ 3 ]  |
| Роман Константинов | до 94 кг     | 175      | 8     | 212      | 8       | 387    | 8    | [ 3 ]  |
| Дмитриј Клоков     | до 105 кг    | 193      | 3     | 230      | 3       | 423    |      | [ 3 ]  |
| Дмитриј Лапиков    | до 105 кг    | 190      | 5     | 230      | 2       | 420    |      | [ 3 ]  |
| Евгениј Чигишев    | преко 105 кг | 210      | 1     | 250      | 2       | 460    |      | [ 3 ]  |

Жене
| Такмичарка           | Дисциплина | Трзај                   | Трзај                   | Избачај                 | Избачај                 | Укупно                  | Поз.                    | Детаљи |
| Такмичарка           | Дисциплина | Резултат                | Поз.                    | Резултат                | Поз.                    | Укупно                  | Поз.                    | Детаљи |
| -------------------- | ---------- | ----------------------- | ----------------------- | ----------------------- | ----------------------- | ----------------------- | ----------------------- | ------ |
| Марина Шајнова       | до 58 кг   | 98                      | 5                       | 129                     | 3                       | 227                     |                         | [ 4 ]  |
| Svetlana Tsarukaeva  | до 63 кг   | Није завршила такмичење | Није завршила такмичење | Није завршила такмичење | Није завршила такмичење | Није завршила такмичење | Није завршила такмичење | [ 4 ]  |
| Оксана Сливенко      | до 69 кг   | 115                     | 2                       | 140                     | 2                       | 255                     |                         | [ 4 ]  |
| Nadezhda Evstyukhina | до 75 кг   | 117                     | 3                       | 147                     | 2                       | 264                     |                         | [ 4 ]  |

## Једрење

### Мушкарци
| Такмичар                            | Дисциплина       | Трке | Трке | Трке | Трке | Трке | Трке | Трке | Трке | Трке | Трке | Трке | Резултат | Пласман |
| Такмичар                            | Дисциплина       | 1    | 2    | 3    | 4    | 5    | 6    | 7    | 8    | 9    | 10   | 11   | Резултат | Пласман |
| ----------------------------------- | ---------------- | ---- | ---- | ---- | ---- | ---- | ---- | ---- | ---- | ---- | ---- | ---- | -------- | ------- |
| Алексеј Токарев                     | Једрење на дасци | 33   | 31   | (35) | 32   | 32   | 27   | 30   | 31   | 33   | 30   | НП   | 279      | 34      |
| Игор Лисовенко                      | Ласер            | 11   | 14   | 4    | 8    | 7    | 26   | (37) | 20   | 7    | НОД  | НП   | 93       | 11      |
| Максим Шереметјев Михаел Шереметјев | 470              | (27) | 21   | 22   | 21   | 24   | 12   | 11   | 11   | 18   | 17   | НП   | 157      | 20      |

НОД = није одржано због лошег времена, НП = није се пласирао

### Жене
| Такмичарка                                         | Дисциплина       | Трке | Трке | Трке | Трке | Трке | Трке | Трке | Трке | Трке | Трке | Трке | Резултат | Пласман |
| Такмичарка                                         | Дисциплина       | 1    | 2    | 3    | 4    | 5    | 6    | 7    | 8    | 9    | 10   | 11   | Резултат | Пласман |
| -------------------------------------------------- | ---------------- | ---- | ---- | ---- | ---- | ---- | ---- | ---- | ---- | ---- | ---- | ---- | -------- | ------- |
| Татјана Базјук                                     | Једрење на дасци | 24   | 23   | 24   | 19   | 21   | 20   | 22   | 21   | (25) | 24   | НП   | 198      | 24      |
| Анастасија Чернова                                 | Ласер радијал    | 7    | (28) | 26   | 16   | 18   | 23   | 24   | 26   | 28   | НОД  | НП   | 168      | 27      |
| Наталија Иванова Diana Krutskikh Екатерина Скудина | Инглинг          | 3    | 8    | 12   | 10   | (15) | 1    | 6    | 6    | НОД  | НОД  | 12   | 58       | 6       |

Отворено
| Такмичарка       | Дисциплина | Трке | Трке | Трке | Трке | Трке | Трке | Трке | Трке | Трке | Трке | Трке   | Резултат | Пласман |
| Такмичарка       | Дисциплина | 1    | 2    | 3    | 4    | 5    | 6    | 7    | 8    | 9    | 10   | Медаље | Резултат | Пласман |
| ---------------- | ---------- | ---- | ---- | ---- | ---- | ---- | ---- | ---- | ---- | ---- | ---- | ------ | -------- | ------- |
| Адуард Скорњаков | Фин        | (24) | 20   | 17   | 13   | 8    | 18   | 12   | 14   | НОД  | НОД  | НП     | 102      | 17      |

НОД = није одржано због лошег времена, НП = није се пласирао

## Кошарка
Русија је учествовала на олимпијском кошаркашком турниру са мушком и женском репрезентацијом, које су се квалификовале као победници Европског првенства 2007. и Европског првенства за жене 2007. Од последња 4 турнира од када је Русија почела учествовати самостално, ово је било друго учешће мушке и четврто женске репрезентације. Жене су на Играма 2004. освојиле бронзану медаљу.

### Мушки турнир
| \| # \| Поз. \| Име \| Год. рођ. \| Висина \| Клуб \| \| \| -- \| ------------ \| --------------------- \| --------- \| ------ \| ----------------------- \| \| \| 4 \| Крило/центар \| Андреј Воронцевич \| 1987. \| 206 \| ЦСКА Москва \| \| \| 5 \| Плејмејкер \| Џон Роберт Холден \| 1976. \| 185 \| ЦСКА Москва \| \| \| 6 \| Плејмејкер \| Сергеј Биков \| 1983. \| 191 \| Динамо Москва \| \| \| 7 \| Крило \| Андреј Кириленко Кап. \| 1981. \| 208 \| Јута џез \| \| \| 8 \| Центар \| Никита Моргунов \| 1975. \| 211 \| Локомотива Ростов \| \| \| 9 \| Плејмејкер \| Петр Самојлов \| 1977. \| 188 \| Динамо Москва \| \| \| 10 \| Крило \| Виктор Хријапа \| 1982. \| 206 \| ЦСКА Москва \| \| \| 11 \| Бек \| Захар Пашутин \| 1974. \| 196 \| Спартак Санкт Петербург \| \| \| 12 \| Крило \| Сергеј Монија \| 1983. \| 206 \| Динамо Москва \| \| \| 13 \| Бек \| Виталиј Виндзом \| 1985. \| 196 \| КК Химки \| \| \| 14 \| Центар \| Алексеј Саврасенко \| 1979. \| 216 \| ЦСКА Москва \| \| \| 15 \| Крило \| Виктор Кејру \| 1984. \| 201 \| ЦСКА Москва \| \| | Тренер - Дејвид Блат Помоћни тренер Легенда - Клуб - клуб у којем је играо до почетка ОИ. |                       |           |        |                         |  |
| # | Поз.                                                                                      | Име                   | Год. рођ. | Висина | Клуб                    |  |
| 4 | Крило/центар                                                                              | Андреј Воронцевич     | 1987.     | 206    | ЦСКА Москва             |  |
| 5 | Плејмејкер                                                                                | Џон Роберт Холден     | 1976.     | 185    | ЦСКА Москва             |  |
| 6 | Плејмејкер                                                                                | Сергеј Биков          | 1983.     | 191    | Динамо Москва           |  |
| 7 | Крило                                                                                     | Андреј Кириленко Кап. | 1981.     | 208    | Јута џез                |  |
| 8 | Центар                                                                                    | Никита Моргунов       | 1975.     | 211    | Локомотива Ростов       |  |
| 9 | Плејмејкер                                                                                | Петр Самојлов         | 1977.     | 188    | Динамо Москва           |  |
| 10 | Крило                                                                                     | Виктор Хријапа        | 1982.     | 206    | ЦСКА Москва             |  |
| 11 | Бек                                                                                       | Захар Пашутин         | 1974.     | 196    | Спартак Санкт Петербург |  |
| 12 | Крило                                                                                     | Сергеј Монија         | 1983.     | 206    | Динамо Москва           |  |
| 13 | Бек                                                                                       | Виталиј Виндзом       | 1985.     | 196    | КК Химки                |  |
| 14 | Центар                                                                                    | Алексеј Саврасенко    | 1979.     | 216    | ЦСКА Москва             |  |
| 15 | Крило                                                                                     | Виктор Кејру          | 1984.     | 201    | ЦСКА Москва             |  |

Резултати
Група А
10. август  Русија —  Иран 71:49 (24-5, 14-17, 8-16, 25-11) 
12. август  Хрватска —  Русија 85:78 (16-17, 26-19, 18-15, 25-27)
14. август  Литванија —  Русија 86:79 (23-24, 21-17, 25-21, 17-17) 
16. август  Русија —  Аустралија 80:95 (16-27, 17-22, 22-20, 25-26) 
18. август  Аргентина —  Русија 91:79 (27:16, 18-23, 27-25, 19-15) 

#### Табела групе А
| Тим        | Иг | П | И | ДП  | ПП  | Раз. | Бод. |
| ---------- | -- | - | - | --- | --- | ---- | ---- |
| Литванија  | 5  | 4 | 1 | 425 | 400 | +25  | 9    |
| Аргентина  | 5  | 4 | 1 | 425 | 361 | +64  | 9    |
| Хрватска   | 5  | 3 | 2 | 399 | 380 | +19  | 8    |
| Аустралија | 5  | 3 | 2 | 457 | 405 | +52  | 8    |
| Русија     | 5  | 1 | 4 | 387 | 406 | -19  | 6    |
| Иран       | 5  | 0 | 5 | 323 | 464 | -141 | 5    |

Репрезентација Русије је у коначном плсману заузела 9 место.
Коначан пласман за екипе које се нису пласирале у полуфинале одређује се према резултатима у четвртфиналу и групи. Ако екипа има исти број добијених и изгубљених утакмица, редослед се одређује према освојеном месту у групи, а ако је и то исто према односу постигнутих и примљених кошева.

## Одбојка

### Мушка екипа
| #  | Име                 | Клуб                  | Датум рођења                  | Висина | Тежина | Spike | Блок |
| -- | ------------------- | --------------------- | ----------------------------- | ------ | ------ | ----- | ---- |
| 1  | Александар Корнејев | Зенит Казањ           | 11. септембар 1980. (год. 27) | 200    | 96     | 348   | 339  |
| 2  | Сејмон Појтавски    | Динамо Москва         | 8. фебруар 1981. (год. 27)    | 205    | 89     | 346   | 338  |
| 3  | Александар Косарев  | Локомотива Белгородие | 30. септембар 1977. (год. 30) | 203    | 95     | 339   | 328  |
| 6  | Сергеј Гранкин      | Динамо Москва         | 21. јануар 1985. (год. 23)    | 195    | 87     | 351   | 320  |
| 8  | Сергеј Тетјухин     | Локомотива Белгород   | 23. септембар 1975. (год. 32) | 197    | 89     | 345   | 338  |
| 9  | Вадим Камуцкин      | Локомотива Белгород   | 26. новембар 1969. (год. 38)  | 196    | 85     | 342   | 331  |
| 10 | Јуриј Бережков      | Динамо Москва         | 27. јануар \|1984 (год. 24)   | 198    | 90     | 346   | 338  |
| 13 | Алексеј Остапенко   | Динамо Москва         | 26. мај 1986. (год. 22)       | 208    | 94     | 355   | 340  |
| 15 | Александар Волков   | Динамо Москва         | 14. фебруар 1985. (год. 23)   | 210    | 90     | 355   | 335  |
| 16 | Алексеј Вербов      | Искра Odintsovo       | 31. јануар 1982. (год. 26)    | 183    | 77     | 315   | 310  |
| 17 | Максим Михајлов     | Yaroslavich           | 19. март 1988. (год. 20)      | 203    | 85     | 345   | 330  |
| 18 | Алексеј Кулешов     | Искра Odintsovo       | 24. фебруар 1979. (год. 29)   | 206    | 96     | 353   | 344  |

Селектор: Владимир Алекна
Резултати
Група Б
10. август  Србија —   Русија 1:3 (25-20, 21-25, 22-25, 14-25) 
12. август  Русија —  Немачка 3:2 (25-27 25-21 21-25 25-23, 16-14)
14. август  Бразил —  Русија 1:3 (25-22, 24-26, 29-31, 19-25) 
16. август  Русија —  Египат 3:0 (25-19, 25-14, 25-18) 
18. август  Пољска —  Русија 2:3 (17:25, 26-24, 24-26, 25-23, 15-12) 

#### Табела групе Б
| Тим     | Играо | П | И | Освојени поени | Изгубљени поени | Поен количник | Освојени сетови | Изгубљени сетови | Сет количник | Бодови |
| ------- | ----- | - | - | -------------- | --------------- | ------------- | --------------- | ---------------- | ------------ | ------ |
| Бразил  | 5     | 4 | 1 | 427            | 373             | 1.145         | 13              | 4                | 3.250        | 9      |
| Русија  | 5     | 4 | 1 | 496            | 447             | 1.110         | 14              | 7                | 2.000        | 9      |
| Пољска  | 5     | 4 | 1 | 434            | 404             | 1.074         | 12              | 6                | 2.000        | 9      |
| Србија  | 5     | 2 | 3 | 440            | 439             | 1.002         | 9               | 10               | 0.900        | 7      |
| Немачка | 5     | 1 | 4 | 418            | 440             | 0.950         | 6               | 12               | 0.500        | 6      |
| Египат  | 5     | 0 | 5 | 267            | 379             | 0.704         | 0               | 15               | 0.000        | 5      |

Четвртфинале20. август  Бугарска —  Русија 1:3 (25-20, 16-25, 22-25, 21-25) 
Полуфинале 22. август  Сједињене Државе —  Русија 3:2 (25-22, 25-21, 25-27, 22-25, 15-13) 
Меч за треће место18. август  Русија —  Италија 3:0 (25:22, 25-19, 25-23) 
 Бронза  Русија

### Женска екипа
| #  | Име                  | Клуб                 | Датум рођења                 | Висина | Тежина | Spike | Блок |
| -- | -------------------- | -------------------- | ---------------------------- | ------ | ------ | ----- | ---- |
| 1  | Марија Бородакова    | Динамо Москва        | 8. март 1986. (год. 22)      | 190    | 80     | 312   | 308  |
| 3  | Наталија Алимова     | Leningradka          | 9. децембар 1978. (год. 29)  | 192    | 78     | 315   | 308  |
| 4  | Олга Фатова          | Zarechie Odintsovo   | 4. април 1985. (age 23)      | 190    | 72     | 310   | 303  |
| 5  | Љубов Соколова       | Zarechie Odintsovo   | 4. децембар 1977. (год. 30)  | 192    | 72     | 315   | 307  |
| 6  | Јелена Година        | Динамо Москва        | 17. септембар 1977. (год 31) | 196    | 72     | 317   | 310  |
| 8  | Евгенија Естес       | Уралочка             | 17. јул 1975. (год. 33)      | 191    | 75     | 315   | 306  |
| 11 | Јекатерина Гамова    | Динамо Москва        | 17. октобар 1980. (год. 27)  | 202    | 80     | 321   | 310  |
| 12 | Марина Шешенина      | Уралочка             | 26. јун 1985. (год. 23)      | 181    | 62     | 302   | 295  |
| 14 | Екатерина Кабешова   | Leningradka          | 5. август 1986. (год. 22)    | 172    | 62     | 298   | 290  |
| 15 | Александра Пашинкова | Уралочка             | 14. април 1987 (год. 21)     | 190    | 75     | 292   | 287  |
| 16 | Јулија Меркулова     | Zarechie Odintsovo   | 17. фебруар 1984} (год. 24)  | 202    | 75     | 317   | 308  |
| 18 | Марина Акулова       | Samorodok Khabarovsk | 13. децембар 1985. (год. 22) | 181    | 70     | 303   | 290  |

Селектор: Ђовани Капрара
Резултати
Група Б
9. август  Русија —  Италија 1:3 (20-25, 25-17, 16-25, 23-25)
11. август  Бразил —  Русија 3:0 (25-14, 25-14, 25-16)
13. август  Русија —  Казахстан 3:0 (25-19, 25-18, 25-11)
15. август  Алжир —   Русија 0:3 (11-25, 19-25, 10-25)
17. август  Русија —  Србија 3:0 (25-21, 25-16, 25-20)

#### Табела групе Б
| Пласман | Екипа     | И | П | И | СД | СИ | СК    | ПД  | ПИ  | ПК    | Бодови |
| ------- | --------- | - | - | - | -- | -- | ----- | --- | --- | ----- | ------ |
| 1.      | Бразил    | 5 | 5 | 0 | 15 | 0  | мах   | 377 | 226 | 1.668 | 10     |
| 2.      | Италија   | 5 | 4 | 1 | 12 | 4  | 3     | 317 | 315 | 1,006 | 9      |
| 3.      | Русија    | 5 | 3 | 2 | 10 | 6  | 1,667 | 353 | 312 | 1,131 | 8      |
| 4.      | Србија    | 5 | 2 | 3 | 6  | 10 | 0,600 | 343 | 349 | 0,983 | 7      |
| 5.      | Казахстан | 5 | 1 | 4 | 4  | 13 | 0,308 | 323 | 404 | 0,800 | 6      |
| 6.      | Алжир     | 5 | 0 | 5 | 1  | 15 | 0,067 | 230 | 392 | 0,586 | 5      |

Четвртфинале 19. август  Кина —  Русија 3:0 (25-22, 27-25, 25-19) 

## Ритмичка гимнастика
| Гимнастичарка       | Дисциплина  | Квалификације | Квалификације | Квалификације | Квалификације | Квалификације | Квалификације | Финали     | Финали     | Финали     | Финали     | Финали     | Финали | Детаљи |
| Гимнастичарка       | Дисциплина  | Вијача        | Обруч         | Чуњеви        | Трака         | Укупно        | Место         | Вијача     | Обруч      | Чуњеви     | Трака      | Укупно     | Место  | Детаљи |
| ------------------- | ----------- | ------------- | ------------- | ------------- | ------------- | ------------- | ------------- | ---------- | ---------- | ---------- | ---------- | ---------- | ------ | ------ |
| Јекатерина Канајева | појединачно | 17,850 (4)    | 18,700 (1)    | 18,700 (1)    | 18,825 (1)    | 74,075 (1)    | 1 КВ          | 18,850 (1) | 18,850 (1) | 18,950 (1) | 18,850 (1) | 75,500     |        |        |
| Олга Карпанова      | појединачно | 18,350 (1)    | 18,475 (2)    | 18,200 (2)    | 17,875 (3)    | 72,900        | 2 КВ          | 18,200 (2) | 18,500 (2) | 16,950 (8) | 18,050 (3) | 71,700 (4) | 4      |        |

| Гимнастичарке                                                                                      | Дисциплина | Квалификације | Квалификације    | Квалификације | Квалификације | Финале     | Финале           | Финале     | Финале | Детаљи |
| Гимнастичарке                                                                                      | Дисциплина | 5 вијача      | 3 обруча& 2 чуња | Укупно        | Место         | 5 вијача   | 3 обруча& 2 чуња | Укупно     | Место  | Детаљи |
| -------------------------------------------------------------------------------------------------- | ---------- | ------------- | ---------------- | ------------- | ------------- | ---------- | ---------------- | ---------- | ------ | ------ |
| Маргарита Алијчук Ана Гавриленко Татјана Горбунова Јелена Посевина Дарија Ширухина Наталија Зујева | екипно     | 17,000 (4)    | 17,700 (1)       | 34,700        | 2 КВ          | 17,750 (1) | 17,800 (1)       | 35,550 (1) |        | ,      |

## Синхроно пливање
Учествовало је 9 такмичарки.
| Такмичарка | Дисциплина | Обавезни састав | Обавезни састав | Слободни састав (Предтакмичење) | Слободни састав (Предтакмичење) | Слободни састав (Предтакмичење) | Слободни састав (Предтакмичење) | Слободни састав (Финале) | Слободни састав (Финале) | Слободни састав (Финале) | Слободни састав (Финале) |
| Такмичарка | Дисциплина | Оцене           | Место           | Оцене                           | Место                           | Оцене укупно                    | Место                           | Оцене                    | Место                    | Оцене укупно             | Место                    |
| --- | ---------- | --------------- | --------------- | ------------------------------- | ------------------------------- | ------------------------------- | ------------------------------- | ------------------------ | ------------------------ | ------------------------ | ------------------------ |
| Анастасија Давидова Анастасија Ермакова | Парови     | 49,334          | 1               | 49,500                          | 1                               | 98,834                          | 1 КВ                            | 49,917                   | 1                        | 99,251                   |                          |
| Анастасија Давидова Анастасија Ермакова Марија Громова Наталија Ишченко Елвира Хасјанова Олга Кужела Јелена Овчиникова Ана Шорина Светлана Ромашина | Екипно     | 49,500          | 1               |                                 |                                 |                                 |                                 | 50,000                   | 1                        | 99,500                   |                          |

## Скокови у воду
- резултати

Мушкарци
| Такмичар                        | Дисциплина           | Предтакмичење | Предтакмичење | Полуфинале       | Полуфинале       | Финале           | Финале           | Финале |
| Такмичар                        | Дисциплина           | Бодови        | Место         | Бодови           | Место            | Укупно бодова    | Пласман          |        |
| ------------------------------- | -------------------- | ------------- | ------------- | ---------------- | ---------------- | ---------------- | ---------------- | ------ |
| Александар Доброскок            | 3 м даска            | 431,15        | 17 КВ         | 412,00           | 17               | Нису се пласирао | Нису се пласирао |        |
| Дмитриј Саутинr                 | 3 м даска            | 474,85        | 4 КВ          | 476,35           | 8 КВ             | 512,65           | 4 / 29           |        |
| Глеб Галперин                   | торањ                | 499,95        | 3 КВ          | 508,95           | 4 КВ             | 525,80           |                  |        |
| Олег Викулов                    | торањ                | 375,40        | 27            | Нису се пласирао | Нису се пласирао | Нису се пласирао | Нису се пласирао |        |
| Јуриј Кунаков Дмитри Саутин     | даска синхронизовано |               |               |                  |                  | 421,98           |                  |        |
| Дмитриј Доброскок Глеб Галперин | торањ синхронизовано |               |               |                  |                  | 445,26           |                  |        |

## Стони тенис

### Мушкарци
| Такмичар        | Дисциплина  | Квалификације      | 1. коло                                                       | 2. коло                                                             | 3. коло                                                   | 4. коло            | Четвртфинале       | Полуфинале         | Финале             | Пласман  | Детаљи |
| Такмичар        | Дисциплина  | Противник Резултат | Противник Резултат                                            | Противник Резултат                                                  | Противник Резултат                                        | Противник Резултат | Противник Резултат | Противник Резултат | Противник Резултат | Пласман  | Детаљи |
| --------------- | ----------- | ------------------ | ------------------------------------------------------------- | ------------------------------------------------------------------- | --------------------------------------------------------- | ------------------ | ------------------ | ------------------ | ------------------ | -------- | ------ |
| Алексеј Смирнов | Појединачно | Слободан           | Слободан                                                      | Đoàn Kiến Quốc Вијетнам · Поб. 4:1 · (11:3, 5:11, 11:4,14:12, 11:8) | Јо Кан Јапан · Пор. 1:4 · (11:9, 8:11, 9:11,12:14, 15:17) | Није се пласирао   | Није се пласирао   | Није се пласирао   | Није се пласирао   | =17 / 77 |        |
| Фјодор Кузмин   | Појединачно | Слободан           | Бобочика Италија · Пор. 1:4 · (7:11, 11:3, 5:11,7:11, 10:127) | Није се пласирао                                                    | Није се пласирао                                          | Није се пласирао   | Није се пласирао   | Није се пласирао   | Није се пласирао   | =49 / 77 |        |

### Жене
| Такмичар        | Дисциплина  | Квалификације      | 1. коло                                                                 | 2. коло            | 3. коло            | 4. коло            | Четвртфинале       | Полуфинале         | Финале             | Пласман  | Детаљи |
| Такмичар        | Дисциплина  | Противник Резултат | Противник Резултат                                                      | Противник Резултат | Противник Резултат | Противник Резултат | Противник Резултат | Противник Резултат | Противник Резултат | Пласман  | Детаљи |
| --------------- | ----------- | ------------------ | ----------------------------------------------------------------------- | ------------------ | ------------------ | ------------------ | ------------------ | ------------------ | ------------------ | -------- | ------ |
| Оксана Федерива | Појединачно | Слободна           | Стефанова Италија · Пор. 0:4 (5:11, 5:11, 7:11, 6:11)                   | Није се пласирала  | Није се пласирала  | Није се пласирала  | Није се пласирала  | Није се пласирала  | Није се пласирала  | =49 / 77 |        |
| Ирина Котихина  | Појединачно | Слободна           | Miao Аустралија · Пор. 3:4 (9:11, 11:13, 11:5, 12:10, 8:11, 11:4, 9:11) | Није се пласирала  | Није се пласирала  | Није се пласирала  | Није се пласирала  | Није се пласирала  | Није се пласирала  | =49 / 77 |        |
| Светлана Ганина | Појединачно | Слободна           | Sang Xu Аустралија · Пор. ББ                                            | Није се пласирала  | Није се пласирала  | Није се пласирала  | Није се пласирала  | Није се пласирала  | Није се пласирала  | БП       |        |

### Екипно
| Такмичари                                    | Дисвиплина  | Група Д                                             | Група Д | Полуфинале         | Бронза плеј оф 1   | Бронза плеј оф 2   | Меч за бронзу      | Финале             | Финале            | Пласман | Детаљи |
| Такмичари                                    | Дисвиплина  | Противник Резултат                                  | 4       | Противник Резултат | Противник Резултат | Противник Резултат | Противник Резултат | Противник Резултат |                   | Пласман | Детаљи |
| -------------------------------------------- | ----------- | --------------------------------------------------- | ------- | ------------------ | ------------------ | ------------------ | ------------------ | ------------------ | ----------------- | ------- | ------ |
| Федор Кузмин Дмитриј Мазунов Алексеј Смирнов | Мушка екипа | Јапан Пор 0:3 · Хонгконг Пор 1:3 · Нигерија Пор 2:3 | 4       | Нису se пласирали  | Нису se пласирали  | Нису se пласирали  | Нису se пласирали  | Нису se пласирали  | Нису se пласирали | =9/16   |        |

## Стреличарство
Мушкарци
| Такмичар                                           | Дисциплина  | Квалификаије | Квалификаије | Коло - 64 такмичара                                            | Коло - 32 такмичара                         | Шесестинафинала                  | Четвртфинале                           | Полуфинале                                  | Финалеl / БМ                       | Финалеl / БМ           |
| Такмичар                                           | Дисциплина  | Бодови       | Место        | Противник Резултат                                             | Противник Резултат                          | Противник Резултат               | Противник Резултат                     | Противник Резултат                          | Противник Резултат                 | Пласман                |
| -------------------------------------------------- | ----------- | ------------ | ------------ | -------------------------------------------------------------- | ------------------------------------------- | -------------------------------- | -------------------------------------- | ------------------------------------------- | ---------------------------------- | ---------------------- |
| Андреј Абрамов                                     | појединачно | 660          | 25           | Џонсон Сједињене Америчке Државе (40) · пор. 109 (25)–109 (26) | Није се квалификовао                        | Није се квалификовао             | Није се квалификовао                   | Није се квалификовао                        | Није се квалификовао               | 36.                    |
| Баир Баденов                                       | појединачно | 658          | 31           | Godfrey Уједињено Краљевство (34) · 'поб. 114–109              | Champia Индија (2) · поб 109–108            | Lyon Канада (47) · поб. 115–110  | Cheng C S Малезија (26) · поб. 109–104 | Рубан Украјина (3) · пор. 112 (18)–112 (20) | Серано Мексико (1) · 'поб. 115–110 |                        |
| Balzhinima Tsyrempilov                             | појединачно | 671          | 6            | Павлов Бугарска (59) · поб. 112–102                            | Chen S Y Кинески Тајпеј (38) · поб. 109–101 | Moriya Јапан (22) · пор. 110–113 | Није се квалификовао                   | Није се квалификовао                        | Није се квалификовао               | Није се квалификовао   |
| Андреј Абрамов Баир Баденов Balzhinima Tsyrempilov | екипно      | 1989         | 4            | није одржано                                                   | није одржано                                | слободни                         | Кина (12) · пор 208–217                | Нису се кваллификовали                      | Нису се кваллификовали             | Нису се кваллификовали |

Жене
| Такмичарка          | Дисциплина  | Квалификаије | Квалификаије | Коло - 64 такмичарке                                | Коло - 32 такмичарке                     | Шесестинафинала                  | Четвртфинале        | Полуфинале          | Финале / БМ         | Финале / БМ       |
| Такмичарка          | Дисциплина  | Бодови       | Место        | Противница Резултат                                 | Противница Резултат                      | Противница Резултат              | Противница Резултат | Противница Резултат | Противница Резултат | Пласман           |
| ------------------- | ----------- | ------------ | ------------ | --------------------------------------------------- | ---------------------------------------- | -------------------------------- | ------------------- | ------------------- | ------------------- | ----------------- |
| Мирослава Дагбајева | Појединачно | 637          | 23           | Puspitasari Индонезија (42) · поб. 106 (10)–106 (9) | Рендон Колумбија (10) · пор. 106–110     | Није се пласирала                | Није се пласирала   | Није се пласирала   | Није се пласирала   | Није се пласирала |
| Наталија Ердинијева | Појединачно | 647          | 11           | Dielen Швајцарска (54) · поб. 107–102               | Marcinkiewicz Пољска (43) · поб. 104–103 | Zhang Jj Кина (27) · пор. 98–110 | Није се пласирала   | Није се пласирала   | Није се пласирала   | Није се пласирала |

## Тенис

### Мушкарци
| Тенисер                             | Дисциплина  | Коло 64                                           | Коло 32                                             | Коло 16                                              | Четвртфинале                                          | Полуфинале            | Финале                |
| Тенисер                             | Дисциплина  | Противник Резултат                                | Противник Резултат                                  | Противник Резултат                                   | Противник Резултат                                    | Противник Резултат    | Противник Резултат    |
| ----------------------------------- | ----------- | ------------------------------------------------- | --------------------------------------------------- | ---------------------------------------------------- | ----------------------------------------------------- | --------------------- | --------------------- |
| Игор Андрејев                       | појединачно | С. Квери · Сједињене Америчке Државе · П 6-4, 6-4 | М. Љодра · Француска · П 6-4, 3-6, 6-1              | Р. Надал · Шпанија (2) · Пор. 2-6, 2-4               | Није се квалификовао                                  | Није се квалификовао  | Није се квалификовао  |
| Николај Давиденко (4)               | појединачно | Е. Гулбис · Летонија · П 6-4, 6-2                 | П-Х Матје · Француска · И 5-7, 3-6                  | Није се квалификовао                                 | Није се квалификовао                                  | Није се квалификовао  | Није се квалификовао  |
| Дмитриј Турсунов                    | појединачно | Р. Федерер · Швајцарска (1) · И 4-6, 2-6          | Није се квалификовао                                | Није се квалификовао                                 | Није се квалификовао                                  | Није се квалификовао  | Није се квалификовао  |
| Михаил Јужњи (13)                   | појединачно | Ј. Вањек Чешка · P 6-4, 6-1                       | Т. Јохансон · Шведска · П. 7-5, 6-2                 | Н. Ђоковић · Србија · (3) · И 6-7(3), 3-6            | Није се квалификовао                                  | Није се квалификовао  | Није се квалификовао  |
| Игор Андрејев Николај Давиденко (8) | парови      |                                                   | Џ. Блејк · С. Квери · Сједињене Државе · П 6-3, 6-4 | С Дарсис · О. Рохус · Белгија · П 7-6(6), 6-2        | А. Клеман · М. Љодра · Француска · И 2-6, 7-6(4), 4-6 | Нису се квалификовали | Нису се квалификовали |
| Дмитриј Турсунов Михаил Јужњи       | парови      |                                                   | Ф. Гонзалез · Н. Масу Чиле · П 7-6(5), 6-4          | Р. Федерер · С. Вавринка Швајцарска (4) · И 4-6, 3-6 | Нису се квалификовали                                 | Нису се квалификовали | Нису се квалификовали |

### Жене
| Јелена Дементјева (5)                | појединачно | К. Бондаренко Украјина · П 6-1, 6-4   | С. Арвидсон Шведска · П 6-3, 6-4                                | К Вознијацки Данска · П 7-6(3), 6-2        | С. Вилијамс Сједињене Државе (4) · П 3-6, 6-4, 6-3          | В. Звонарјова Русија (9) · П 6-3, 7-6(3) | Д. Сафина Русија (6) · П 3-6, 7-5, 6-3    |                       |                       |                       |
| Светлана Кузњецова (3)               | појединачно | Ли На Кина · И 6-7 (5) 4-6            | Није се квалификовала                                           | Није се квалификовала                      | Није се квалификовала                                       | Није се квалификовала                    | Није се квалификовала                     |                       |                       |                       |
| Динара Сафина (6)                    | појединачно | М. Сантанђело Италија · П 6-3, 7-6(1) | М. Х. М. Санчез Шпанија · П 7-6(3), 6-1                         | Џенг Ђи Кина · П 6-4, 6-3                  | Ј. Јанковић Србија (2) П 6-2, 5-7, 6-3                      | Ли На Кина · П 7-6(3), 7-5               | Ј. Дементјева Русија(5) · И 6-3, 5-7, 3-6 |                       |                       |                       |
| Вера Звонарјова (9)                  | појединачно | Z Yan Кина · П 6-0, 6-2               | Ш. Пер Израел · П 6-3, 7-6(4)                                   | Ф. Скјавоне Италија · П 7-6(4), 6-4        | С. Бамер Аустрија · П 6-3, 3-6, 6-3                         | Ј. Дементјева Русија (5) · И 3-6, 6-7(3) | Bronze Final · Ли На Кина · П 6-0, 7-5    |                       |                       |                       |
| Светлана Кузњецова Динара Сафина (1) | парови      |                                       | М. Сантанђело · Р. Винчи Италија · П 6-1, 3-6, 7-5              | С. Мирза · С. Рао Индија · П 6-4, 6-4      | Z Yan · Ђ. Џенг Кина(8) · И 3-6, 7-5, 8-10                  | Нису се квалификовале                    | Нису се квалификовале                     |                       |                       |                       |
| Јелена Веснина Вера Звонарјова (7)   | парови      |                                       | Н. Љ. Вивес Шпанија · М. Х. М. Санчез Шпанија · П 2-6, 6-1, 6-3 | Ж. Дулко · B Jozami Аргентина · П 6-2, 6-3 | С. Вилијамс · В. Вилијамс Сједињене Државе (2) · И 4-6, 0-6 | Нису се квалификовале                    | Нису се квалификовале                     | Нису се квалификовале | Нису се квалификовале | Нису се квалификовале |

## Триатлон

### Мушкарци
| Такмичар             | Дисциплина  | Пливање | Бициклизам | Трчање | Укупно     | Пласман |
| -------------------- | ----------- | ------- | ---------- | ------ | ---------- | ------- |
| Александер Бруханков | Појединачно | 18:10   | 59:08      | 33:01  | 1:51:22,59 | 24/55   |
| Дмитриј Пољански     | Појединачно | 18:15   | 59:07      | 32:53  | 1:51:11,61 | 22/55   |
| Игор Сисојев         | Појединачно | 18:02   | 59:15      | 31:41  | 1:49:59,38 | 9/55    |

Резултати триатлона за мушкарце на ОИ 2008.

### Жене
| Такмичар         | Дисциплина  | Пливање | Бициклизам    | Трчање        | Укупно        | Пласман       |
| ---------------- | ----------- | ------- | ------------- | ------------- | ------------- | ------------- |
| Ирина Абисова    | Појединачно | 20:26   | Није завршила | Није завршила | Није завршила | Није завршила |
| Olga Zaousailova | Појединачно | 20:58   | 1:26:52       | 39:01         | 2:06:24,26    | 36/55         |

Резултати триатлона за жене на ОИ 2008.